# David Rattray (Fußballspieler)
David Rattray (Lebensdaten unbekannt) war ein irischer Fußballspieler. Der Verteidiger kam in der Frühphase des irischen Fußballs zu drei Einsätzen im irischen Nationalteam.

## Karriere
Rattray gehörte dem Avoniel FC an, einem Klub aus dem Belfaster Viertel Mountpottinger. Avoniel war 1880 Gründungsmitglied der Irish Football Association und nahm bis 1883 insgesamt drei Mal am Irish Cup teil. Erfolgreichstes Abschneiden war in der Saison 1881/82, als man sich im Halbfinale erst im zweiten Wiederholungsspiel Cliftonville FC geschlagen geben musste. Über seine Leistung im ersten Wiederholungsspiel vermerkte der Belfast News-Letter: „unter den Verteidigern war Rattray den anderen weit überlegen und war so ziemlich der beste Mann auf dem Feld“ und „klärte wiederholt das Tor von Gefahr und von seinen weiten Schüssen machten die Stürmer regelmäßig Einfälle in das Territorium von Cliftonville“.
Nachdem sich Rattray Anfang 1882 in einem Testspiel („Probables“ vs. „Improbables“) bewährt hatte und mit „großartigem Verteidigungsspiel“ herausstach, wurde er für das historisch erste Länderspiel Irlands nominiert. 
Rattray bildete gemeinsam mit Mannschaftskapitän John McAlery das Verteidigerpaar der irischen Auswahl, als sich die englische Mannschaft um die Sturmreihe Horace Barnet – Arthur Brown – Jimmy Brown – Howard Vaughton – Harry Cursham als haushoch überlegen erwies und das irische Team mit 13:0 deklassierte. Dennoch fiel das Presseecho für Rattray positiv aus, dem attestiert wurde „at times cleared the goal with excellent judgment, and was undoubtedly the best man in the back division.“ Rattray war auch für das zweite  Länderspiel gegen Wales vorgesehen, konnte die Auswärtsreise aber nicht antreten.
Im Dezember 1882 repräsentierte er das County Down gegen das County Antrim und wurde durch seine dortige Leistung (Endstand 1:1) in ein Belfaster Auswahlteam berufen. Mit diesem bestritt er Anfang 1883 ein Spiel in Kilmarnock gegen eine Auswahl aus der schottischen Grafschaft Ayrshire (Endstand 1:7).
1883 kam Rattray zu zwei weiteren Länderspieleinsätzen für den irischen Verband. Im Februar unterlag er mit seiner Mannschaft bei einer 0:7-Niederlage gegen England im Liverpooler Aigburth Cricket Ground. Seinen dritten und letzten Länderspielauftritt hatte Rattray am 17. März 1883 in einer Partie gegen Wales. Das 1:1-Unentschieden war das erste Länderspiel Irlands das nicht in einer Niederlage endete (und blieb bis 1887 auch das einzige). Rattray bildete mit Jimmy Watson das Verteidigerpaar und praktizierte dabei „Kopfballspiel mit großem Nutzen für seine Seite.“
Rattray blieb der einzige Nationalspieler in der Geschichte von Avoniel, der Verein löste sich im Dezember 1883 auf und die meisten Spieler schlossen sich dem Glentoran FC an. Rattray ging 1884 ins schottische Glasgow und arbeitete in den dortigen Schiffswerften. Noch vor der Jahrhundertwende kehrte er nach Belfast zurück und wirkte später am Bau der Titanic mit.